# Macroscelides
Macroscelides è un genere di piccoli mammiferi simili a toporagni, noti anche come sengi dalle orecchie tonde, che si trovano nella Namibia occidentale e in Sudafrica; sono membri dell'ordine Macroscelidea, nel clade Afrotheria.
Ci sono tre specie conosciute:
- Sengi dalle orecchie tonde del Namib (Macroscelides flavicaudatus)
- Sengi dalle orecchie rotonde di Etendaka (Macroscelides micus), che si trova solo nelle pianure di ghiaia nella formazione Etendaka del nord-ovest della Namibia[2]
- Sengi dalle orecchie tonde del Karoo, o toporagno elefante dalle orecchie corte del Karoo (Macroscelides proboscideus)